# X Festival Mundial de la Juventud y los Estudiantes
El X Festival Mundial de la Juventud y los Estudiantes, se celebró del 28 de julio al 5 de agosto de 1973 en Berlín Este, capital de la Alemania Oriental.

## Lema
Bajo el lema: "Por la solidaridad, la paz y la amistad antiimperialistas", 30 000 jóvenes en representación de 140 países, se dieron cita en Berlín Este, en Alemania Oriental. La ceremonia inaugural se realizó en el Stadion der Weltjugend.

## Invitados
Entre los invitados de honor del festival se encontraban Angela Davis, miembro del Comité Central del Partido Comunista de los Estados Unidos, la cosmonauta soviética Valentina Tereshkova, la primera mujer en el espacio, y el líder de la Organización para la Liberación de Palestina (OLP), Yasser Arafat.

## Participación chilena
La juventud de Chile, país que en aquel entonces estaba gobernado por el presidente Salvador Allende, estuvo representada por una delegación que, entre otros asistentes, incluía a Gladys Marín —diputada del Partido Comunista de Chile (PCCh)—, Pedro Henríquez —secretario juvenil de la Central Única de Trabajadores de Chile (CUT)—, Inés Bustamante —esposa de José Ricardo Ahumada Vásquez, trabajador asesinado el 27 de abril de 1973 y que en el festival recibió la medalla «Arthur Becker» de manera póstuma—, los cantantes Ramón Aguilera y Nano Acevedo, y el productor de televisión Eduardo Ravani.
En abril de 1973 fue constituido en Santiago el Comité de Personalidades Artísticas que adherían en Chile al Festival Mundial de la Juventud, que buscaba generar difusión en el país sobre dicho evento; entre los integrantes del comité se encontraban Tito Fernández, Héctor Pavez, Gloria Simonetti, Julio Jung, Víctor Jara, Valentín Trujillo, Yasna Carrión, Carlos Caszely, Homero Caro, Marcelo Coulón, Jorge Coulón, Eduardo Yáñez, Eduardo Carrasco Pirard, Sonia Viveros y Luis Schwaner.
El festival fue emitido en directo hacia Chile mediante Radio Berlín Internacional y Radio Magallanes, esta última a través de su red de emisoras en el país que incluía a Radio Universidad del Norte (Arica), Radio Coloso (Antofagasta), Radio Universidad Técnica (Antofagasta), Radio Riquelme (Coquimbo), Radio Caupolicán (Valparaíso), Radio Pulmahue (La Ligua), Radio Libertadores (Rancagua), Radio Regional (Curicó), Radio Talca (Talca), Radio Simón Bolívar (Concepción), Radio El Sur (Concepción), Radio La Frontera (Temuco), Radio Austral (Valdivia), Radio Eleuterio Ramírez (Osorno), Radio Vicente Pérez Rosales (Puerto Montt), Radio Mañihuales (Coyhaique) y Radio La Voz del Sur (Punta Arenas).

## Participación turca
La juventud de Turquía estuvo representada en el festival a través del histórico Partido Comunista de Turquía (TKP), y contaba con una delegación más numerosa que en años anteriores. El TKP había comenzado a aumentar rápidamente el número de sus miembros en la década de 1960 a través de las organizaciones de estudiantes y trabajadores inmigrantes presentes en los países de Europa Occidental. 

## Referentes
1. ↑  «Chronology of World Festivals of Youth and Students» (en inglés). Archivado desde el original el 4 de septiembre de 2021.
2. ↑  Dünya Gençlik ve Öğrenci Festivallerinin Kronolojisi (en turco)
3. ↑  «Prag'dan Havana'ya Festival Tarihi». tustav.org (en turco). 29 de mayo de 2020. Archivado desde el original el 11 de abril de 2023. Consultado el 21 de marzo de 2022.
4. ↑  Cavlı Çulfaz, TKP’nin Yüzüncü Yıldönümü (On Beşinci Yazı) - İTÖF, İTİB, İşçinin Sesi, Wimpy Grevi, 25 Ağustos 2020. (en turco)
5. ↑  «La juventud del mundo, huésped de Berlín» (PDF). La Nación. Santiago de Chile. 2 de agosto de 1973. p. 4. Consultado el 11 de junio de 2025.
6. ↑  «Ramón Aguilera parte hoy al Festival Juventud» (PDF). La Nación. Santiago de Chile. 26 de julio de 1973. p. 34. Consultado el 11 de junio de 2025.
7. ↑  «El cariño hacia Chile siempre estuvo presente» (PDF). La Nación. Santiago de Chile. 31 de agosto de 1973. p. 32. Consultado el 11 de junio de 2025.
8. ↑  «Mini diario mundo» (PDF). La Segunda. 5 de septiembre de 1973. p. 17. Consultado el 18 de agosto de 2025.
9. ↑  «Artistas apoyan el X Festival de Berlín» (PDF). La Nación. Santiago de Chile. 17 de abril de 1973. p. 2. Consultado el 11 de junio de 2025.
10. ↑  «Nuestros agradecimientos a todos los que siguieron, diariamente, las alternativas del X FESTIVAL INTERNACIONAL DE LA JUVENTUD transmitido directamente desde Berlín, RDA.» (PDF). La Nación. Santiago de Chile. 10 de agosto de 1973. p. 33. Consultado el 11 de junio de 2025.

- Datos: Q110269573
- Multimedia: 10th World Festival of Youth and Students / Q110269573